# DanTDM
Daniel Robert Middleton (geboren op 8 november 1991), ook bekend als DanTDM of TheDiamondMinecart, is een Britse YouTuber, gamer en auteur. Hij staat vooral bekend om zijn Let's Play -video's, vooral Minecraft, Roblox, Pokémon en Five Nights at Freddy's. Het YouTube-kanaal van Middleton, dat hij in 2012 startte, had in 2024 meer dan 29 miljoen abonnees en 19 miljard views, wat hem tot een van de populairste contentmakers op het platform maakte.
Middleton begon zijn YouTube-carrière met Minecraft- content en breidde dit later uit naar andere games en vlog-achtige video's. Hij heeft een graphic novel gepubliceerd, de stem ingesproken van een personage in de Britse versie van de film Ralph Breaks the Internet (2018) en is op verschillende wereldtournees geweest met liveshows. In 2016 werd hij in de Guinness World Records Gamer's Edition vermeld als 'Meeste weergaven voor een speciaal Minecraft-videokanaal'.
Naast zijn online aanwezigheid is Middleton betrokken bij verschillende liefdadigheidsinitiatieven en heeft hij meerdere prijzen gewonnen, waaronder meerdere Nickelodeon Kids' Choice Awards in de categorie 'UK Favourite Gamer'. In 2017 stond Middleton bovenaan de Forbes- lijst van best betaalde YouTube-sterren, met een jaarsalaris van £12.2 million (ongeveer $ 16,5 miljoen).

## Persoonlijk leven
Daniel Robert Middleton werd geboren op 8 november 1991 in Aldershot, Engeland, als oudste van twee broers en zussen. Zijn ouders scheidden toen hij nog een kind was. Hij volgde een opleiding aan de Universiteit van Northampton, waar hij muziekproductie studeerde. Voordat hij zijn carrière als YouTuber en auteur begon, werkte hij bij Tesco. In 2017 vertelde hij de BBC: "Toen ik genoeg geld verdiende met YouTube om het te evenaren [mijn loon bij Tesco], haalde mijn vrouw me over om het te doen."
Middleton trouwde in maart 2013 met zijn vriendin Jemma. Hun eerste zoon, Asher, werd geboren op 5 januari 2020, en hun tweede zoon, Miles, werd geboren op 22 november 2022. Hij heeft openlijk gesproken over zijn geestelijke gezondheidsproblemen nadat hij een ernstige depressie had ervaren als gevolg van de isolatie door de COVID-19-lockdowns. 

## Carrière

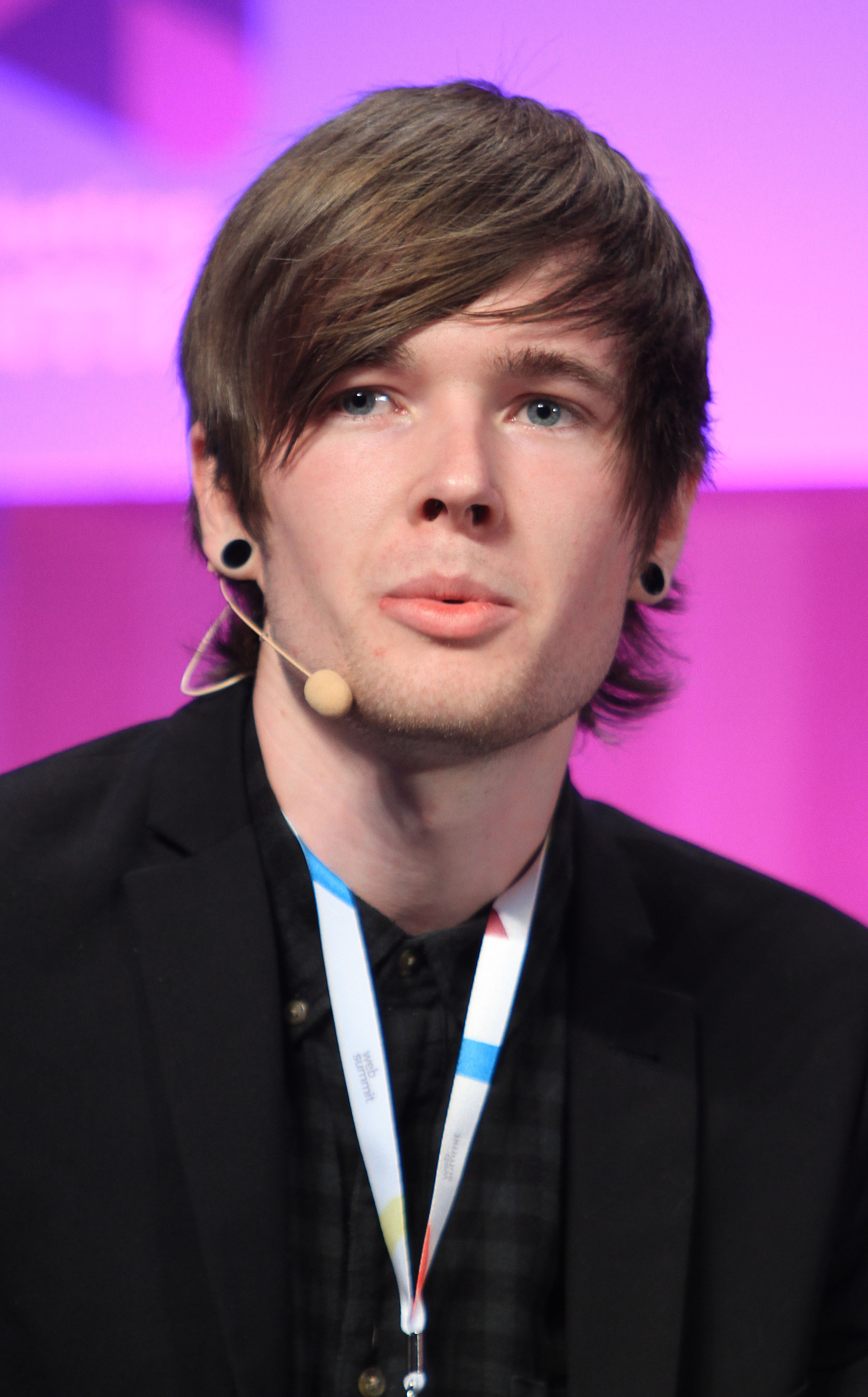
Middleton bij de Web Summit in 2014

In 2012 creëerde Middleton voor het eerst TheDiamondMinecart, een gamingkanaal. In augustus 2014 tekende Middleton bij het multi-channel netwerk Maker Studios onder het label Polaris. Hij besloot later, en op 12 december 2016, de naam van zijn kanaal te veranderen naar TheDiamondMinecart // DanTDM. Momenteel produceert hij video's vanuit zijn thuisstudio in Wellingborough. De content van Middleton is grotendeels gericht op kinderen, hoewel veel tieners en volwassenen er ook naar kijken.
Naarmate zijn oorspronkelijke fanbase, die zijn carrière vooruit hielp, groter werd, heeft Middleton zijn videoproductieschema teruggeschroefd en zich meer gericht op het maken van graphic novels, het presenteren van liveshows en DanTDM-merchandise. Op 6 oktober 2016 bracht hij een graphic novel uit met de titel Trayaurus and the Enchanted Crystal, die elf weken lang op nummer één stond op de bestsellerlijst voor hardcover graphic books van The New York Times. Hij was een speciale gast op het Cheltenham Literature Festival en ging op een boekentournee die delen van het Verenigd Koninkrijk omvatte en een bezoek bracht aan New York City. In 2017 begon hij aan een tournee door de Verenigde Staten en Australië. Zijn liveshow in het Sydney Opera House was de op één na snelst uitverkochte show in de geschiedenis van de locatie. Hoewel hij erkende dat hij misschien nog geen bekende naam was, werd hij door de Tampa Bay Times omschreven als "een van de grootste sterren en grootste successen van YouTube."
In 2017 speelde hij de hoofdrol in een webserie genaamd DanTDM Creates a Big Scene, waarin hijzelf de hoofdrol speelde en andere entertainers en acteurs uit de sociale media. De serie ging op 7 april 2017 exclusief in première voor YouTube Red, de abonnementsservice van YouTube (nu YouTube Premium ). De show "volgt DanTDM en zijn groep geanimeerde vrienden terwijl ze vechten om hun liveshow op de weg te houden". Dat jaar prees TODAY zijn ‘aanstekelijke lach en onmiskenbare Britse accent’ en zijn persoonlijke groei van ‘een verlegen, onopvallende YouTuber tot de meester van een creatief imperium’.
In 2019 werd Middleton door The Sunday Times op de 41e plaats gezet in de Britse Top 100 Influencer List, waarin het vermogen van Middleton ook werd geschat op £25 miljoen.
In januari 2025 sloot Middleton zich aan bij Classic FM als vaste presentator. Dat jaar presenteerde hij de muziekserie over videogames, Next Level, die wekelijks werd uitgezonden tot Pasen. De muziek die werd gespeeld, bestond onder meer uit de soundtracks van Minecraft, The Legend of Zelda, Final Fantasy en The Elder Scrolls.

## Filmografie

### Film
| Jaar | Titel                            | Rol             | Notities                      | Referenties |
| ---- | -------------------------------- | --------------- | ----------------------------- | ----------- |
| 2018 | Ralph breekt het internet        | eBoy            | Stemrol; Britse theaterversie | [ 28 ]      |
| 2019 | DanTDM presenteert: De wedstrijd | Zichzelf        | Interactief bioscoopevenement | [ 29 ]      |
| 2021 | Vrije kerel                      | Zichzelf        | Cameo                         | [ 30 ]      |
| 2025 | Een Minecraft-film               | Veilingbezoeker | Cameo                         | [ 31 ]      |

### Televisie
| Jaar      | Titel                              | Rol      | Notities                                                               | Referenties |
| --------- | ---------------------------------- | -------- | ---------------------------------------------------------------------- | ----------- |
| 2016–2017 | Skylanders Academie                | Cy       | Stemrol; 2 afleveringen                                                | [ 32 ]      |
| 2017      | DanTDM creëert een groot spektakel | Zichzelf | YouTube Original miniserie ; 6 afleveringen                            | [ 33 ]      |
| 2017      | YouTube Rewind                     | Zichzelf | Alleen in 2017                                                         |             |
| 2025      | Zwarte Spiegel                     | Zichzelf | Cameo; Aflevering: " USS <i id="mwAYE">Callister</i> : Into Infinity " | [ 34 ]      |

### Videogames
| Jaar | Titel                   | Rol      | Notities                                  | Referenties |
| ---- | ----------------------- | -------- | ----------------------------------------- | ----------- |
| 2016 | Minecraft: Verhaalmodus | Zichzelf | Aflevering 6: "Een portaal naar mysterie" | [ 35 ]      |

## Prijzen en nominaties
- Guinness World Record voor "Meeste doelpunten gescoord in een wedstrijd Rocket League voor een team van 2" (gedeeld met Tom "Syndicate" Cassell)[36] en "Meeste doelpunten gescoord in een wedstrijd Rocket League (team van drie)".[37]
- Guinness World Record voor "Meeste weergaven voor een speciaal Minecraft- videokanaal".[38]
- Nickelodeon Kids' Choice Awards in de categorie UK Favourite Tipster: 2015[39] en 2016[40]
- Nickelodeon Kids' Choice Awards in de categorie UK Favourite Gamer: 2020.

## Publicaties
- DanTDM (6 October 2016). Trayaurus and the Enchanted Crystal. HarperCollins. ISBN 978-1409168393.
- DanTDM (17 november 2016). Official DanTDM 2017 Diary and Activity Book: Lots of Things to Make and Do. Trapeze. ISBN 978-1409171188.

## Notities
|                | Uitgesplitst per kanaal |               |
| Abonnees       | Weergaven               |               |
| DanTDM         | 29,2 miljoen            | 20 miljard    |
| DanTDM Live    | 1,81 miljoen            | 283 miljoen   |
| DanTDM Shorts  | 895 duizend             | 96,1 miljoen  |
| MoreTDM        | 3,16 miljoen            | 586,2 miljoen |
| PokemanDanLv45 | 119 duizend             | 3,809 miljoen |

1. 1 2  Agnew, Megan, "Dan Middleton interview: playing Minecraft on YouTube earned him £25m", The Sunday Times. Gearchiveerd op 24 June 2020. Geraadpleegd op 22 June 2020.
2. 1 2 3  (en) Razzall, Katie, "DanTDM: How YouTube star went from shy schoolboy to internet sensation", BBC News, 23 september 2023. Geraadpleegd op 24 augustus 2024.
3. ↑  Top 100 YouTubers in United Kingdom Filtered by Subscribers. socialblade.com. Gearchiveerd op 30 March 2016. Geraadpleegd op 28 March 2016.
4. ↑  Dredge, Stuart, "The Diamond Minecart becomes most popular YouTube channel", The Guardian, 1 september 2015. Geraadpleegd op 11 February 2016.
5. ↑  (en) DanTDM. YouTube. Geraadpleegd op 21 september 2024.
6. ↑  (en) "YouTube star comes face-to-face with his waxwork at Blackpool's Madame Tussauds", ITV News, 30 juni 2021. Geraadpleegd op 5 oktober 2022.
7. ↑  Former University of Northampton student named most wealthy YouTuber in the world, Forbes magazine reveals. Northampton Chronicle & Echo (8 december 2017).
8. ↑  Slater, Chris, Meet the YouTube star from Northants who's a multi-millionaire in his 20s. Northants Live (6 december 2020).
9. 1 2  (en) Kelsey, Rick, "YouTube star Dan TDM 'not prepared for being a role model for a young audience'", BBC News, 24 november 2017. Geraadpleegd op 24 augustus 2024.
10. ↑  Lobb, Adrian, Diamond Minecraft interview: "I have more YouTube subscribers than the BBC". The Big Issue (22 May 2014). Gearchiveerd op 4 March 2016. Geraadpleegd op 3 March 2016.
11. 1 2  "Dan Middleton's Minecraft videos a global hit", BBC News, 11 april 2014. Geraadpleegd op 3 March 2016.
12. ↑  "Maker Studios Now Partnered With Top Three YouTube Gaming Channels [EXCLUSIVE]", Tubefilter, 26 August 2014. Gearchiveerd op 31 August 2014.
13. ↑  Anderson, Dan, DanTDM. Common Sense Media (2019). Geraadpleegd op 13 January 2021.
14. 1 2  Merrell, Andrew, Bet you've not heard of the biggest star at literature festival?. Gloucestershire Live (5 October 2016). Gearchiveerd op 12 October 2016. Geraadpleegd op 12 October 2016.
15. ↑  Cowdrey, Katherine, "YouTube's Dan the Diamond Minecart inks book deal – The Bookseller", The Bookseller. Gearchiveerd op 26 August 2016. Geraadpleegd op 13 August 2016.
16. ↑  Staff, The On-Sale Calendar October 2016 Children's Books. Publishers Weekly (3 August 2016). Geraadpleegd op 13 August 2016.
17. ↑  Merrell, Andrew, Hundreds rush Cheltenham Literature Festival tent to reach DanTDM. Gloucestershire Live (11 October 2016). Gearchiveerd op 12 October 2016. Geraadpleegd op 12 October 2016.
18. ↑  Knox, Kelly, Take 'Minecraft' to the Next (Reading) Level With DanTDM's New Graphic Novel – GeekDad. geekdad.com (25 november 2016). Geraadpleegd op 21 september 2017.
19. ↑  IQ, Live Nation takes YouTuber DanTDM on US tour – IQ Magazine: Live Music Business News. iq-mag.net (15 February 2017). Gearchiveerd op 18 August 2017. Geraadpleegd op 1 april 2017.
20. ↑  (en) Spata, Christopher, "YouTube's Minecraft sensation Dan TDM brings live show to Clearwater", Tampa Bay Times, 29 June 2017. Geraadpleegd op 24 augustus 2024.
21. ↑  (en) Milligan, Mercedes, "YouTube Red Slates First Original Kids Shows", Animation Magazine, 16 February 2017. Geraadpleegd op 15 June 2017.
22. ↑  YouTube Is Secretly Run By Insane CGI Kids Videos. Where To Stream Movies & Shows on Netflix, Hulu, Amazon Instant, HBO Go (7 June 2017). Geraadpleegd op 15 June 2017.
23. ↑  (en) "DanTDM's 'Big Scene' Can Tide Diehard Fans Over – GeekDad", GeekDad, 7 april 2017. Geraadpleegd op 15 June 2017.
24. ↑  11 YouTubers Who Smashed It In 2017 – TenEighty — YouTube News, Features, and Interviews. teneightymagazine.com. Geraadpleegd op 10 January 2018.
25. ↑  (en) Coffey, Laura T., "Millions of kids adore this YouTube star; here's why parents do too", TODAY.com, 12 oktober 2017. Geraadpleegd op 24 augustus 2024.
26. ↑  "The Sunday Times Influencer List 2019: meet the UK's top 100", The Times, 8 september 2019. Geraadpleegd op 25 June 2020.
27. ↑  (en) Nightingdale, Ed, Minecraft YouTuber to present new Classic FM video game music series. Eurogamer (8 januari 2025). Geraadpleegd op 12 mei 2025.
28. ↑  Rich list: Which young YouTubers are in the money?. BBC Newsround (20 december 2020). Geraadpleegd op 11 december 2020.
29. ↑  Brew, Simon, DanDTM is heading into UK cinemas this weekend. Film Stories (2 October 2019). Geraadpleegd op 13 January 2021.
30. ↑  (en) Every Celebrity Cameo In Free Guy. ScreenRant (15 August 2021). Geraadpleegd op 10 October 2021.
31. ↑  Guner, Ediz, Who Are The YouTubers in the Minecraft Movie?. GameRant. Valnet (5 december 2024). Geraadpleegd op 1 april 2025.
32. ↑  Kamen, Matt  (14 October 2016). Watch the trailer for Netflix's exclusive Skylanders Academy animated series. Wired
33. ↑  Knox, Kelly, 'DanTDM Creates a Big Scene' In This Exclusive Sneak Peek. Geek Dad (5 april 2017). Geraadpleegd op 11 december 2020.
34. ↑  (en) Black Mirror Season 7 – USS Callister: Into Infinity explained. Dexerto (10 april 2025). Geraadpleegd op 17 april 2025.
35. ↑  Cork, Jeff  (31 May 2016). Minecraft: Story Mode – Episode 6: A Portal To Mystery. Gearchiveerd op 2 June 2016. Game Informer
36. ↑  Doultrey, Stephen, Minecraft and Rocket League records smashed at Legends of Gaming event in London. Guinness World Records (9 september 2015). Gearchiveerd op 16 October 2015. Geraadpleegd op 17 October 2015.
37. ↑  Swatman, Rachel, YouTube stars including Dan TDM smash Rocket League record at Insomnia gaming festival. Guinness World Records (14 december 2015). Gearchiveerd op 12 October 2016. Geraadpleegd op 4 October 2016.
38. ↑  Swatman, Rachel, "Youtuber Dan TDM enters Guinness World Records Gamer's Edition for Minecraft channel", Guinness World Records, 27 October 2016. Gearchiveerd op 30 October 2016. Geraadpleegd op 1 november 2016.
39. ↑  2015 Nickelodeon Kids' Choice Awards. Gearchiveerd op 2 May 2015. Geraadpleegd op 11 February 2016.
40. ↑  2016 Nickelodeon Kids' Choice Awards – UK Favourite Tipster. 2016 Nickelodeon Kids' Choice Awards. Gearchiveerd op 27 March 2013. Geraadpleegd op 19 March 2016.